# HMS Scott (1917)
«Скотт» (англ. HMS Scott (1917) — військовий корабель, лідер ескадрених міноносців головний у типі «Адміралті» Королівського військово-морського флоту Великої Британії за часів Першої світової війни.
Лідер ескадрених міноносців «Скотт» був закладений 19 лютого 1917 року на верфі компанії Cammell Laird у Беркенгеді. 18 жовтня 1917 року він був спущений на воду, а 16 січня 1918 року увійшов до складу Королівських ВМС Великої Британії. Лідер став головним у серії з 8 лідерів типу «Адміралті» (що також відомий як тип «Скотт») та став першим з бойових кораблів британського флоту, що дістав це ім'я.
Після завершення ходових випробувань корабель був включений до 10-ї флотилії есмінців у складі з'єднання Гаріджа. 15 серпня під час супроводження невеликого конвою від берегів Нідерландів до Англії есмінець «Алсуотер» або підірвався на міні, або його уразила німецька торпеда неподалік від голландського узбережжя. Під час маневру, щоб допомогти постраждалому кораблю, «Скотт» був двічі уражений з невеликим проміжком; при першому вибуху здетонував передній артилерійський льох. Корабель затонув приблизно за п'ятнадцять хвилин, втративши 22 членів екіпажу. Причина її затоплення досі залишається незрозумілою, хоча припускають, що німецький підводний човен SM UC-71, який у цей час патрулював і мінував навколишню територію, міг стати причиною загибелі британського лідера есмінців.